# 古斯塔夫·卡尔诺基
古斯塔夫·卡尔诺基（德語：Gustav Kálnoky，1832年12月29日—1898年2月13日），是奥匈帝国匈牙利裔贵族、外交官和政治家。1880年被任命为驻俄罗斯特命全权大使。海因里希·卡尔·冯·海默尔男爵在1881年10月去世后，卡尔诺基接任外交大臣一职，任内他曾与德国宰相俾斯麦促成了《三国同盟条约》的缔结。